# Europapokal der Pokalsieger 1992/93
Der Europapokal der Pokalsieger 1992/93 war die 33. Ausspielung des Wettbewerbs der europäischen Fußball-Pokalsieger. 36 Klubmannschaften aus 35 Ländern nahmen teil, darunter Titelverteidiger Werder Bremen, 31 nationale Pokalsieger, 3 unterlegene Pokalfinalisten (Airdrieonians FC, FC Admira/Wacker, AIK Solna) und der AS Monaco, der vom französischen Verband zur Teilnahme bestimmt wurde.
Durch den Zerfall der Sowjetunion und Jugoslawiens nahmen erstmals Vertreter aus Russland, der Ukraine und Slowenien teil. Weiterhin waren erstmals Vertreter aus Liechtenstein, Israel und von den Färöer am Start.
Für Deutschland waren neben dem Titelverteidiger Werder Bremen noch der DFB-Pokalsieger und Zweitligist Hannover 96, aus Österreich der ÖFB-Cup-Finalist FC Admira/Wacker, aus der Schweiz der Cupsieger FC Luzern und aus Liechtenstein der Pokalsieger FC Vaduz am Start. Dabei trafen die beiden deutschen Klubs bereits in der ersten Runde aufeinander, wo Hannover gegen die Bremer ausschied.
Das Finale im Wembley-Stadion in London gewann der AC Parma mit 3:1 gegen den FC Antwerpen.
Torschützenkönig wurde der Belgier Alexandre Czerniatynski vom Finalisten Royal Antwerpen mit sieben Toren.

## Modus
Die Teilnehmer spielten wie gehabt im reinen Pokalmodus mit Hin- und Rückspielen den Sieger aus. Gab es nach beiden Partien Torgleichstand, entschied die Anzahl der auswärts erzielten Tore (Auswärtstorregel). War auch deren Anzahl gleich fand im Rückspiel eine Verlängerung statt, in der auch die Auswärtstorregel galt. Herrschte nach Ende der Verlängerung immer noch Gleichstand, wurde ein Elfmeterschießen durchgeführt. Das Finale wurde in einem Spiel auf neutralem Platz entschieden. Bei unentschiedenem Spielstand nach Verlängerung wäre der Sieger ebenfalls in einem Elfmeterschießen ermittelt worden.

## Vorrunde
Die Hinspiele fanden am 19. August, die Rückspiele am 2. September 1992 statt.
|                  | Gesamt |                      | Hinspiel | Rückspiel |
| ---------------- | ------ | -------------------- | -------- | --------- |
| NK Maribor       | 5:2    | Ħamrun Spartans      | 4:0      | 1:2       |
| Strømsgodset IF  | 0:4    | Hapoel Petach Tikwa  | 0:2      | 0:2       |
| FC Vaduz         | 01:12  | Tschornomorez Odessa | 0:5      | 1:7       |
| FC Avenir Beggen | 2:1    | B36 Tórshavn         | 1:0      | 1:1       |

## 1. Runde
Die Hinspiele fanden am 15./16. September, die Rückspiele vom 29./30. September bis 1. Oktober 1992 statt.
|                     | Gesamt          |                      | Hinspiel | Rückspiel |
| ------------------- | --------------- | -------------------- | -------- | --------- |
| AIK Solna           | (a)4:4(a)       | Aarhus GF            | 3:3      | 1:1       |
| FC Airdrieonians    | 1:3             | Sparta Prag          | 0:1      | 1:2       |
| Glenavon FC         | 2:2 (1:3 i. E.) | Royal Antwerpen      | 1:1      | 1:1 n. V. |
| Werder Bremen       | 4:3             | Hannover 96          | 3:1      | 1:2       |
| Bohemians Dublin    | 0:4             | Steaua Bukarest      | 0:0      | 0:4       |
| FC Liverpool        | 8:2             | Apollon Limassol     | 6:1      | 2:1       |
| Cardiff City        | 1:3             | FC Admira/Wacker     | 1:1      | 0:2       |
| Spartak Moskau      | 5:1             | FC Avenir Beggen     | 0:0      | 5:1       |
| NK Maribor          | 1:9             | Atlético Madrid      | 0:3      | 1:6       |
| Feyenoord Rotterdam | (a)2:2(a)       | Hapoel Petach Tikwa  | 1:0      | 1:2       |
| Trabzonspor         | 4:2             | Turku PS             | 2:0      | 2:2       |
| Lewski-1913 Sofia   | (a)2:2(a)       | FC Luzern            | 2:1      | 0:1       |
| Miedź Legnica       | 0:1             | AS Monaco            | 0:1      | 0:0       |
| AC Parma            | 2:1             | Újpest Budapest      | 1:0      | 1:1       |
| Olympiakos Piräus   | 3:1             | Tschornomorez Odessa | 0:1      | 3:0       |
| Valur Reykjavík     | 0:3             | Boavista Porto       | 0:0      | 0:3       |

## 2. Runde
Die Hinspiele fanden am 21./22. Oktober, die Rückspiele am 4. November 1992 statt.
|                  | Gesamt    |                     | Hinspiel | Rückspiel |
| ---------------- | --------- | ------------------- | -------- | --------- |
| FC Luzern        | 2:4       | Feyenoord Rotterdam | 1:0      | 1:4       |
| AS Monaco        | 0:1       | Olympiakos Piräus   | 0:1      | 0:0       |
| Aarhus GF        | (a)4:4(a) | Steaua Bukarest     | 3:2      | 1:2       |
| Trabzonspor      | 0:2       | Atlético Madrid     | 0:2      | 0:0       |
| FC Admira/Wacker | 6:7       | Royal Antwerpen     | 2:4      | 4:3 n. V. |
| Werder Bremen    | 2:4       | Sparta Prag         | 2:3      | 0:1       |
| AC Parma         | 2:0       | Boavista Porto      | 0:0      | 2:0       |
| Spartak Moskau   | 6:2       | FC Liverpool        | 4:2      | 2:0       |

## Viertelfinale
Die Hinspiele fanden vom  2. bis 4. März, die Rückspiele am 17./18. März 1993 statt.
|                     | Gesamt    |                 | Hinspiel | Rückspiel |
| ------------------- | --------- | --------------- | -------- | --------- |
| Feyenoord Rotterdam | 1:4       | Spartak Moskau  | 0:1      | 1:3       |
| Sparta Prag         | 0:2       | AC Parma        | 0:0      | 0:2       |
| Royal Antwerpen     | (a)1:1(a) | Steaua Bukarest | 0:0      | 1:1       |
| Olympiakos Piräus   | 2:4       | Atlético Madrid | 1:1      | 1:3       |

## Halbfinale
Die Hinspiele fanden am 6./7. April, die Rückspiele am 22. April 1993 statt.
|                 | Gesamt    |                 | Hinspiel | Rückspiel |
| --------------- | --------- | --------------- | -------- | --------- |
| Atlético Madrid | (a)2:2(a) | AC Parma        | 1:2      | 1:0       |
| Spartak Moskau  | 2:3       | Royal Antwerpen | 1:0      | 1:3       |

## Finale
| AC Parma                                              | AC Parma | Royal Antwerpen | Royal Antwerpen | Aufstellung                                |
| ----------------------------------------------------- | --- | --- | --------------- | ------------------------------------------ |
| AC Parma                                              | \| 12. Mai 1993 in London (Wembley-Stadion) \| \| Ergebnis: 3:1 (2:1) \| \| Zuschauer: 37.393 \| \| Schiedsrichter: Karl-Josef Assenmacher ( Deutschland) \|                                                                                        | \| 12. Mai 1993 in London (Wembley-Stadion) \| \| Ergebnis: 3:1 (2:1) \| \| Zuschauer: 37.393 \| \| Schiedsrichter: Karl-Josef Assenmacher ( Deutschland) \| | Royal Antwerpen | Aufstellung AC Parma gegen Royal Antwerpen |
| AC Parma                                              | Marco Ballotta – Antonio Benarrivo, Alberto Di Chiara, Lorenzo Minotti , Luigi Apolloni – Georges Grün, Alessandro Melli, Daniele Zoratto (27. Gabriele Pin), Marco Osio (66. Fausto Pizzi) – Stefano Cuoghi, Tomas Brolin Cheftrainer: Nevio Scala | Stevan Stojanović – Wim Kiekens, Nicolas Broeckaert, Rudi Taeymans, Rudi Smidts – Dragan Jakovljevic (57. Patrick Van Veirdeghem), Ronny Van Rethy, Didier Segers (86. Noureddine Moukrim), Francis Severeyns – Hans-Peter Lehnhoff, Alexandre Czerniatynski Cheftrainer: Walter Meeuws | Royal Antwerpen | Aufstellung AC Parma gegen Royal Antwerpen |
| AC Parma                                              | 1:0 Lorenzo Minotti (9.) 2:1 Alessandro Melli (30.) 3:1 Stefano Cuoghi (86.) | 1:1 Francis Severeyns (12.) | Royal Antwerpen | Aufstellung AC Parma gegen Royal Antwerpen |
| AC Parma                                              | Alberto Di Chiara | Francis Severeyns, Didier Segers, Nicolas Broeckaert | Royal Antwerpen | Aufstellung AC Parma gegen Royal Antwerpen |
| 12. Mai 1993 in London (Wembley-Stadion)              | | |                 |                                            |
| Ergebnis: 3:1 (2:1)                                   | | |                 |                                            |
| Zuschauer: 37.393                                     | | |                 |                                            |
| Schiedsrichter: Karl-Josef Assenmacher ( Deutschland) | | |                 |                                            |

## Beste Torschützen
| Rang | Spieler                 | Klub                 | Tore |
| ---- | ----------------------- | -------------------- | ---- |
| 1    | Alexandre Czerniatynski | Royal Antwerpen      | 7    |
| 2    | Andrey Pyatnizky        | Spartak Moskau       | 6    |
| 3    | Ian Rush                | FC Liverpool         | 5    |
| 4    | Faustino Asprilla       | AC Parma             | 4    |
|      | Torben Christensen      | Aarhus GF            | 4    |
|      | Juri Nikiforow          | Tschernomorez Odessa | 4    |
|      | Wynton Rufer            | SV Werder Bremen     | 4    |
|      | Waleri Karpin           | Spartak Moskau       | 4    |
|      | Dmitri Radtschenko      | Spartak Moskau       | 4    |
|      | József Kiprich          | Feyenoord Rotterdam  | 4    |